# Indicatif régional 623

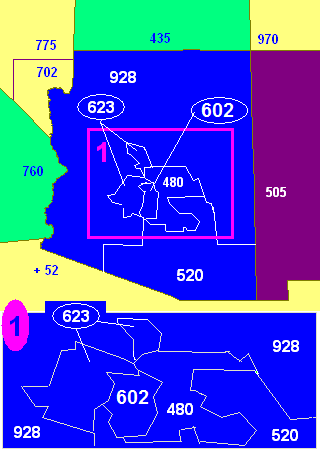
Carte de l'État de l'Arizona avec ses indicatifs régionaux

L'indicatif régional 623 est l'indicatif téléphonique régional qui dessert un territoire qui correspond grossièrement à la banlieue ouest de la ville de Phoenix dans l'État de l'Arizona aux États-Unis.
L'indicatif régional 623 fait partie du Plan de numérotation nord-américain.